# جورج ديوك
جورج ديوك (بالإنجليزية: George Duke)‏ (6 سبتمبر 1920 بتشيتشستر في المملكة المتحدة - 19 مارس 1988 في المملكة المتحدة) هو لاعب كرة قدم بريطاني (وحمل سابقاً جنسية المملكة المتحدة لبريطانيا العظمى وأيرلندا) في مركز حراسة المرمى. لعب مع نادي بورنموث.